# 소릉 (당)

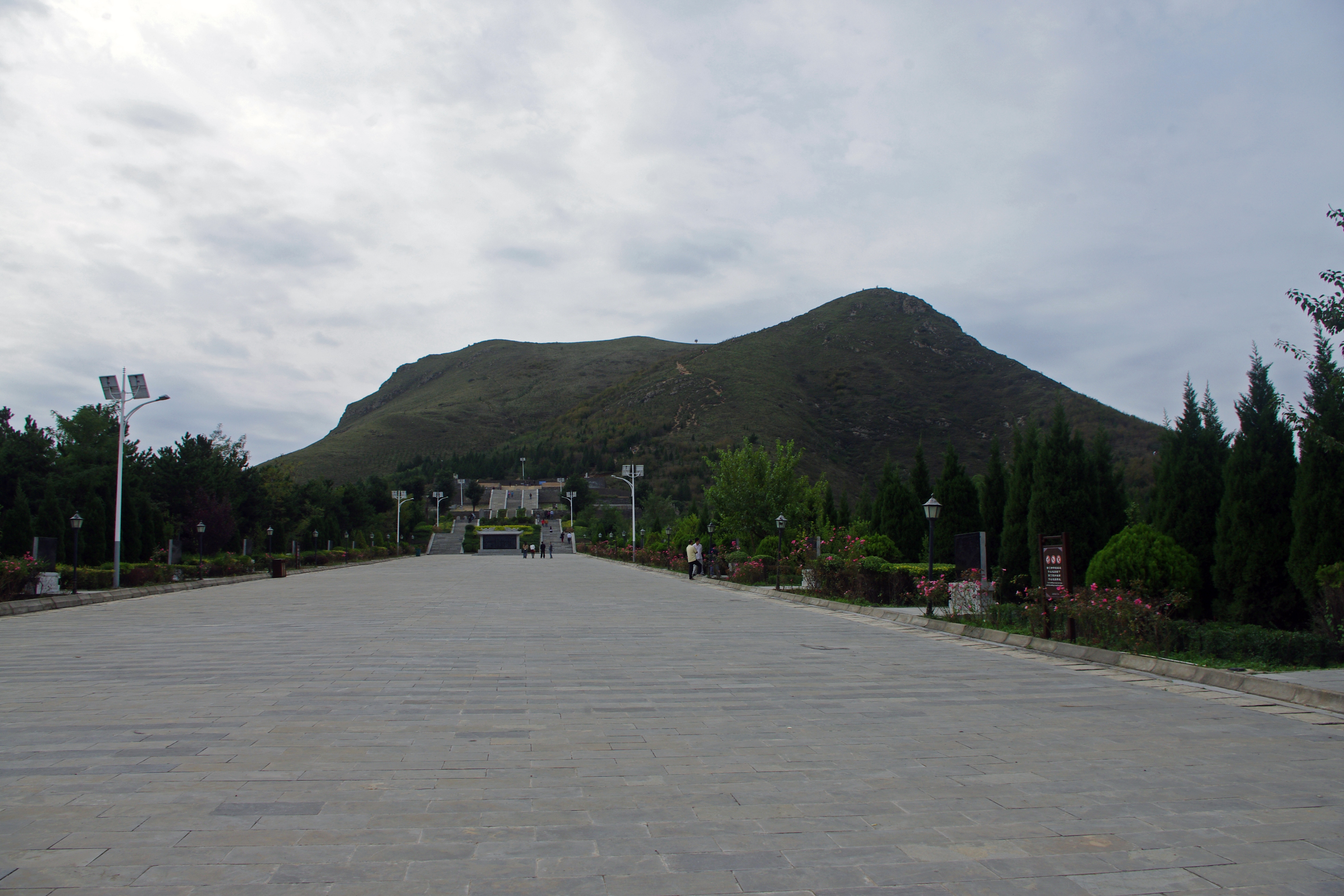
소릉

소릉(昭陵)은 중국 당나라(唐)의 2대 황제 태종(太宗) 이세민(李世民, 598년—649년)의 능원이다.
옛 당의 수도였던 장안(지금의 시안시)의 서북쪽에 위치해 있으며, 현재의 행정구역으로는 센양 시(咸阳市) 리취안현(礼泉县) 동북쪽 25km 지점에 위치한 해발 1,888미터 높이의 구준산(九嵕山) 기슭에 해당하고, 당대 황제의 능침인 당십팔릉(唐十八陵) 가운데 규모가 가장 크다.
소릉의 설계는 염립덕(閻立徳)、염립본(閻立本) 형제가 맡아 정관 10년(636년)에 짓기 시작했는데, 이는 황제가 임종하기 전에 능원 완성을 맞추기 위해서였다. 원래는 황후 장손씨의 능침으로써 조영이 시작되었고(황후 장손씨는 636년 6월 사망), 태종 자신도 정관 23년(649년) 8월에 52세로 사망한 뒤에 그곳에 함께 묻혔다. 소릉은 당대의 다른 능침과 마찬가지로 분구(墳丘)를 따로 조영하지 않고 산 자체를 하나의 분구로 삼아 현실을 조성하였다. 이러한 축조 방식은 백성의 수고를 덜어주기 위해서라는 태종의 의도였다고 전하며, 이후 당 왕조의 역대 제왕들의 능침을 짓는데 있어 하나의 선례가 되었다.
《당서》 고려전에 따르면, 당 고종 총장 원년(668년) 당이 고구려를 멸망시켰을 때 항복한 고구려의 보장왕과 천남건 등 옛 고구려 왕족과 신하들을 당으로 압송, 소릉으로 끌고 가서 사죄하는 의식을 치르게 하였다고 한다.
능 앞에는 난총평(乱冢坪)이라 불리는 산기슭에 걸쳐 무수한 배장묘(陪葬墓)들이 부채꼴처럼 펼쳐져 있는데, 그 수는 대략 2백 기 이상이며 당 초기의 제후왕과 공주의 무덤을 비롯해 위징(魏徵)、이정(李靖)、이세적(李世勣)、방현령(房玄龄)、울지공(尉迟恭) 등 공신들의 무덤도 포함되어 있다.
태종이 붕어하였을 때 태종이 생전에 보물로써 애지중지하였다는 명필가 왕희지(王羲之)의 『난정서』(蘭亭叙)도 함께 묻혔다고 전한다. 소릉에는 벽화가 남아 있는 것도 있다.
소릉은 오대십국 시대 후량(後梁)의 군인 온도(温韜)에 의해 도굴당했고, 껴묻거리로 묻혔던 많은 명품도 무덤 바깥으로 유출되어 소실되었다. 또한 《남당서》(南唐書) 정원소전(鄭元素伝)에는 원소가 소릉을 도굴하려고 무덤 안으로 들어 갔을 때의 모습을 묘사하고 있는데, 이 기록에서 소릉의 모습을 엿볼 수 있다.
소릉의 지상에 보이는 것은 현무문의 일부와 마멸된 석비 일부 뿐이다. '소릉육준(昭陵六骏)'이라는 유명한 당 태종의 여섯 마리 애마의 부조(浮雕)는 원래는 능원 북쪽의 제단 사마문(司馬門, 외문)의 동서 양무(廡)에 설치되어 있던 것으로, 육준은 수 왕조 말기 태종이 여러 전란의 와중에 타고 다녔던 자신의 애마 여섯 마리를 부조로 새기도록 한 것이다. 육준의 이름은 각기 돌궐 내지 대식(페르시아)의 말에서 따온 것으로 백제오(白蹄烏)、특륵표(特勒驃)、삽로자(颯露紫)、청추(青騅)、십벌적(什伐赤)、권모과(拳毛𩢍)로 알려져 있다. 이 가운데 미국 펜실베이니아 대학 박물관에 소장된 삽로자와 권모과를 제외한 나머지 4점은 시안비림박물관에서 소장하고 있다. 모든 돌에 남아 있는 갈라진 자국은 무게 2.5톤에 달하는 부조를 중국 국외로 반출하는 데에 어려움을 겪자 부조를 여러 조각으로 잘게 쪼개서 옮겼기 때문이라고 전하고 있다.
소릉 침전(寢殿) 앞 양측에는 14개의 석상이 배치되어 있는데, 당에 '번국'을 자처하며 조공을 바쳤던 14개 국의 군장을 상징하는 십사국번추석상(十四國番酋石像)으로 현재는 7개의 상과와 몇 구의 몸체 파편과 두상 조각 등만이 남아 있다. 각각의 상좌(像座)에 각국의 이름이 새겨져 있는데, 14개 국의 군장은 당의 좌위대장군으로 임명되었던 돌궐의 힐리 가한 아사나돌필(阿史那咄苾), 우위대장군으로 임명되었던 돌리 가한 아사나십발필(阿史那什鉢苾), 우무위대장군으로 임명되었던 을려니숙후리필가한(乙沴泥孰候利苾可汗) 아사나사마(阿史那思摩), 우위대장군 답포가한(答布可汗) 아사나사이(阿史那社爾), 설연타(薛延陀)의 진주비가 가한(珍珠毗加可汗) 이남(夷南), 토번의 찬보(贊甫) 송첸 감포(松贊干布), 낙랑군왕(樂浪郡王)으로 봉해졌던 신라의 김진덕(金眞德), 하원군왕(河源郡王)으로 봉해졌던 토욕혼의 오지야발륵두가한(烏地也拔勒豆可汗) 모용낙갈발(慕容諾曷鉢), 쿠차의 왕 가려포실필(呵黎布失畢), 호탄(于闐)의 왕 복사신(伏闍信), 언기(焉耆)의 왕 용돌기지(龍突騎支), 고창의 왕으로 우무위장군 국지용(麴智勇), 임읍(林邑)의 왕 범두리(范頭利), 파라문(婆羅門) 제나복제국(帝那伏帝國)의 왕 아나순(阿那順)이다.
소릉에서처럼 산을 황릉으로 조성하거나 황릉 능침 앞에 석인상과 석조 안마(鞍馬)상을 배치하는 것은 돌궐의 풍속을 수용한 것으로, 소릉의 석인상은 중국 한족 전통의 문신이나 무장의 '옹중(翁仲)'이 아니라 궁궐을 지키는 '번신(蕃臣)'을 상징하는 이민족의 형상이며, 그 가운데 대부분은 변방의 군장으로써 당 조정에서 대장군이나 장군을 겸직했던 번장으로써 성명을 새겨 각 부족과 당 제국간의 복속관계를 나타냈다. 석상의 인물들은 두 손으로 복부에 교차시킨 자세로, 이민족들로부터 천가한(天可汗)의 존호를 받았던 황제 당 태종의 권위에 굴종하여 그 명령을 듣는 모습 혹은 잔을 들어 천자의 조정에 공물을 바치는 모습을 묘사한 것이다.
또한 비문도 많이 남아 있는데, 구양순(欧陽詢)이 지은 「온언박비」(温彦博碑)나 저수량(褚遂良)이 지은 「방현령비」(房玄齢碑) 등이 전하고 있다.
1979년 소릉박물관(昭陵博物馆)이 세워졌다. 소릉은 중국의 전국중점문물보호단위(全国重点文物保护单位)로 지정되어 있다.